# José Domingo Domingo
José Domingo Domingo   (Barcelona, 3 de març de 1959) és un polític i advocat català, diputat al Parlament de Catalunya en la VIII legislatura.

## Biografia
Va néixer al barri del Verdum, fill de granadins. Simpatitzant del Partit del Treball d'Espanya en la seva joventut, es va llicenciar en Dret per la Universitat Autònoma de Barcelona en 1981 i és lletrat de la Seguretat Social des de 1989. L'any 2000 va ser elegit president de l'Associació Professional de Lletrats de l'Administració de la Seguretat Social (APLASS), càrrec que va exercir fins a 2006. També ha format part de les Juntes Directives de l'Associació Espanyola de Salut i Seguretat Social (AESSS) i de la Federació de Cossos Superiors de l'Administració Civil de l'Estat (FEDECA).
En 1995 es va incorporar a l'Asociación por la Tolerencia de Barcelona, de la que va ser elegit vicepresident i va coordinar diferents iniciatives, com la revista Tolerancia, la secció jurídica de l'Associació i el Ciclo de Cine por la Tolerancia. En 2006 va renunciar a la vicepresidència de l'entitat per dedicar-se completament a l'activitat política.
Des de 2005 va participar, des del grup promotor de la plataforma (i posterior associació) Ciutadans de Catalunya, en la creació del partit Ciutadans-Partit de la Ciutadania (C's), formant part del primer Comitè Executiu electe al Congrés Fundacional de C's, al juliol del 2006 i resultant el candidat més votat per al Consell General del partit al II Congrés Nacional de C's (2007).
A les eleccions al Parlament de Catalunya de 2006 va ser elegit diputat per la província de Barcelona en la llista de C's, quedant adscrit al Grup Mixt, del que en va ser Portaveu adjunt. Fou membre del comitè executiu de Ciutadans i redactà part del recurs d'inconstitucionalitat (admès a tràmit) que es presentà, en nom del partit, contra l'Estatut d'Autonomia de Catalunya de 2006.
Al maig de 2009 va renunciar a la militància en Ciutadans-Partit de la Ciutadania pel pacte d'aquesta força política amb la formació Libertas, en virtut del qual ambdues organitzacions van concórrer en coalició a les eleccions europees encapçalades per Miguel Durán, en considerar que aquest acord trencava amb els principis fonamentals que van donar lloc al naixement de C's. Malgrat que es va especular amb el seu possible ingrés en una altra formació, es va mantenir en el seu escó com a diputat autonòmic no adscrit fins al final de la legislatura i va abandonar la política activa, renunciant a concórrer de nou a les eleccions i tornant a l'activisme associatiu.
Des d'aleshores és president de l'associació cívica Impulso Ciudadano, que va promoure i va fundar a l'octubre de 2009. La seva activitat s'ha destacat per la denúncia i el qüestionament, tant social com a jurídic, de la política lingüística empresa per la Generalitat de Catalunya (incloent la immersió lingüística o la normativa de retolació en català), així com la promoció de plataformes cíviques unitàries contra el nacionalisme i en defensa de la pluralitat i els valors constitucionals a Catalunya.
L'octubre de 2013 va ser un dels organitzadors de la concentració "Som Catalunya, Somos España". Membre vinculat a Societat Civil Catalana, fou fundador d'una altra plataforma unionista denominada Espanya i Catalans. Ha col·laborat en tertúlies de diversos mitjans, com El matí de Catalunya Ràdio.